# Aargauer Kunsthaus
Das Aargauer Kunsthaus ist ein Kunstmuseum in Aarau in der Schweiz. Aufgrund seiner grossen Sammlung an Schweizer Kunst vom 18. Jahrhundert bis in die Gegenwart sowie eines national wie international orientierten Ausstellungsprogramms zählt es zu den wichtigsten Kunstmuseen des Landes. Träger des Kunsthauses sind der Kanton Aargau sowie der Aargauische Kunstverein.

## Geschichte
Die Geschichte des Aargauer Kunsthauses beginnt 1860 mit der Gründung des Aargauischen Kunstvereins, dessen konkrete Vorhaben primär darin liegen, Ausstellungen zu organisieren und junge, einheimische Kunstschaffende durch Ankäufe zu fördern. 1861 richtete der Kunstverein erstmals die «Schweizerische Kunstausstellung» in der ehemaligen Postremise (an der Stelle des heutigen Kunsthauses) aus. Aus diesen fortan im Zweijahresturnus durchgeführten Ausstellungen erwarben der Kunstverein und der Kanton Aargau regelmässig Werke (u. a. von Albert Anker, Otto Frölicher, Rudolf Koller, Adolf Stäbli und Johann Gottfried Steffan) und legten damit den Grundstock für die herausragende Sammlung an Schweizer Kunst. Mangels öffentlichen Ausstellungs- und Aufbewahrungsorts wurde die noch kleine, aber hochwertige Sammlung zunächst im Schlössli Aarau, in Regierungs- und Grossratsgebäuden sowie Privathäusern ausgestellt bzw. verwahrt. 1887 erfolgte eine Eingabe bei der Aargauer Regierung zur Errichtung eines Museums, welches 1895 als Aargauisches Gewerbemuseum (in einem Bau der Architektengemeinschaft Curjel & Moser) eröffnet wurde und neben der Aargauischen Kunstsammlung weitere kantonale Sammlungen beherbergte. Ab diesem Zeitpunkt wurde die Sammlung durch einen Konservator betreut, wobei auch die Ausstellungstätigkeit stetig zunahm. Aufgrund ungenügender Raumverhältnisse schrieb der aargauische Regierungsrat 1937 einen Wettbewerb für einen Neubau aus, der Kunsthaus und Kantonsbibliothek unter einem Dach vereinen sollte. 1944 folgte die Gründung des Vereins der «Freunde der Aargauischen Kunstsammlung» zum Zwecke der Förderung der Aargauischen Kunstsammlung durch besondere Ankäufe. Erst 1956 bis 1959 wurde der Bau des neuen Kunsthauses nach einem Entwurf der Badener Architekten Loepfe, Hänni & Haenggli errichtet.
Unter Heiny Widmer, der das Kunsthaus von 1974 bis 1984 leitete, erhielt das Museum sein charakteristisches Profil und etablierte sich als national bedeutendes Institut. Durch das neue Kulturgesetz und die Gründung des Aargauer Kuratoriums 1969 wurde das Kunsthaus von der Aufgabe der unmittelbaren Förderung lokaler Künstler durch Werkankäufe entbunden und konnte verstärkt den Bezug zur Gegenwartskunst suchen, die zum Beispiel in Form der Ateliergemeinschaft Ziegelrain in unmittelbarer Nähe liegt. Daneben wurden wichtige Werke des 20. Jahrhunderts nachgekauft, die aufgrund der bislang prioritär regionalen Sammlungsausrichtung zu kurz gekommen waren, darunter Werke des Expressionismus und des Surrealismus.
Während der Direktionszeit von Beat Wismer (1985 bis 2007) wurden weitere Lücken in der Sammlung des 20. Jahrhunderts geschlossen und wurde insbesondere die Sammlung konstruktiver und konkreter Kunst ausgebaut. Durch die Erweiterung des Kunsthauses können ab 2003 neben den Wechselausstellungen permanent wichtige Teile der Sammlung umfassend präsentiert werden. Von 2007 bis 2020 stand das Aargauer Kunsthaus unter der Leitung von Madeleine Schuppli, die neben dem etablierten Schweizer Kunstschaffen mit einem neuen Fokus auf die internationale zeitgenössische Kunst dieser und mit der 2008 ins Leben gerufenen Ausstellungsreihe CARAVAN ebenso dem jungen Schweizer Kunstschaffen zu mehr Sichtbarkeit verhalf. 
Seit 1. Juli 2020 leitet die Kunsthistorikerin Katharina Ammann das Aargauer Kunsthaus.

## Architektur
Der von 1956 bis 1959 errichtete Bau der Badener Architekten Loepfe, Hänni & Haenggli stiess in den 1980er Jahren aufgrund der wachsenden Sammlung an die Grenzen seiner räumlichen Kapazitäten. Deshalb wurde 2003 ein von Herzog & de Meuron sowie Rémy Zaugg entworfener Erweiterungsbau eröffnet. Dabei wurden markante architektonische Elemente des bestehenden Gebäudes, wie die Wendeltreppe, aufgenommen, sodass sich der Erweiterungsbau harmonisch in das bestehende Gebäude integriert. Neben weiteren Ausstellungsräumen wurde auch Platz geschaffen u. a. für Depots, die Kunstvermittlung und eine Handbibliothek. Das Foyer mit Café und Buchhandlung öffnet das Museum mit seiner transparenten Fassade zur Stadt hin.

## Sammlung

### Geschichte und Schwerpunkte
Der Bestand des Aargauer Kunsthauses setzt sich sowohl aus der Sammlung des Kantons wie auch jener des Kunstvereins zusammen. Die Sammlungstätigkeit des Aargauer Kunstvereins geht auf das Jahr 1861 zurück und nahm mit Ankäufen von Werken von Albert Anker, Rudolf Koller und Arnold Böcklin ihren Anfang. Das Sammlungskonzept besteht in der Maxime, Werke von zeitgenössischen Kunstschaffenden anzukaufen, denen eine längerfristige kunsthistorische Relevanz attestiert werden kann. Aus dieser Sammlungsstrategie resultiert die umfassendste öffentliche Sammlung an Schweizer Kunst vom ausgehenden 18. Jahrhundert bis in die unmittelbare Gegenwart, wobei im Laufe der Geschichte verschiedene Akzente gesetzt wurden, die heute das besondere Gesicht der Sammlung prägen.

Bildergalerie 18. bis 20. Jahrhundert
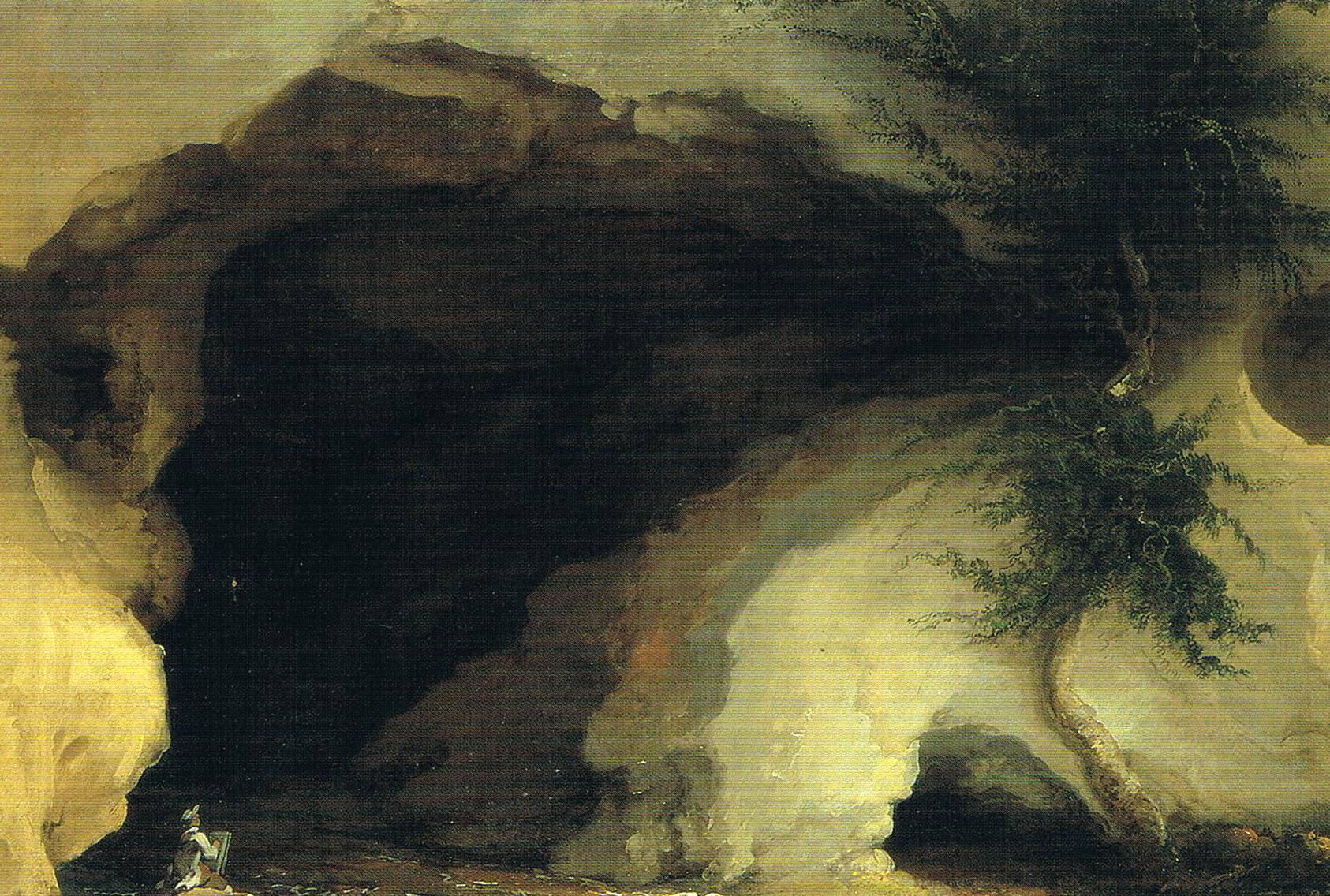
Beatushöhle von Caspar Wolf, 1776
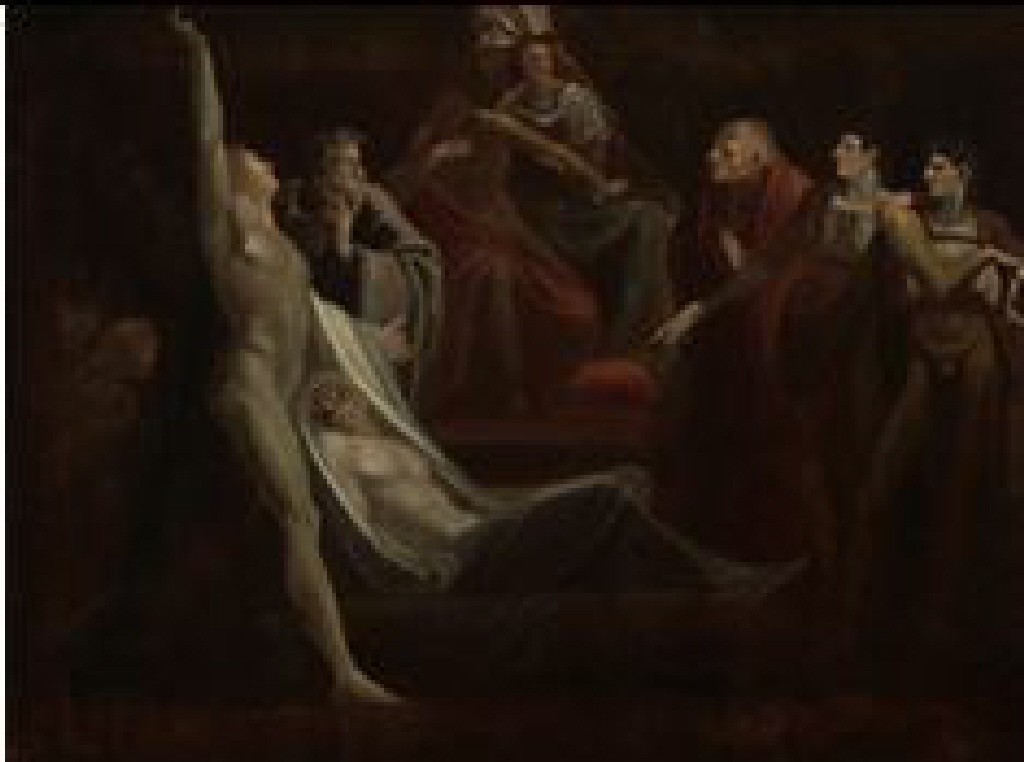
Warwick schwört vor der Leiche von Johann Heinrich Füssli, 1780–1782
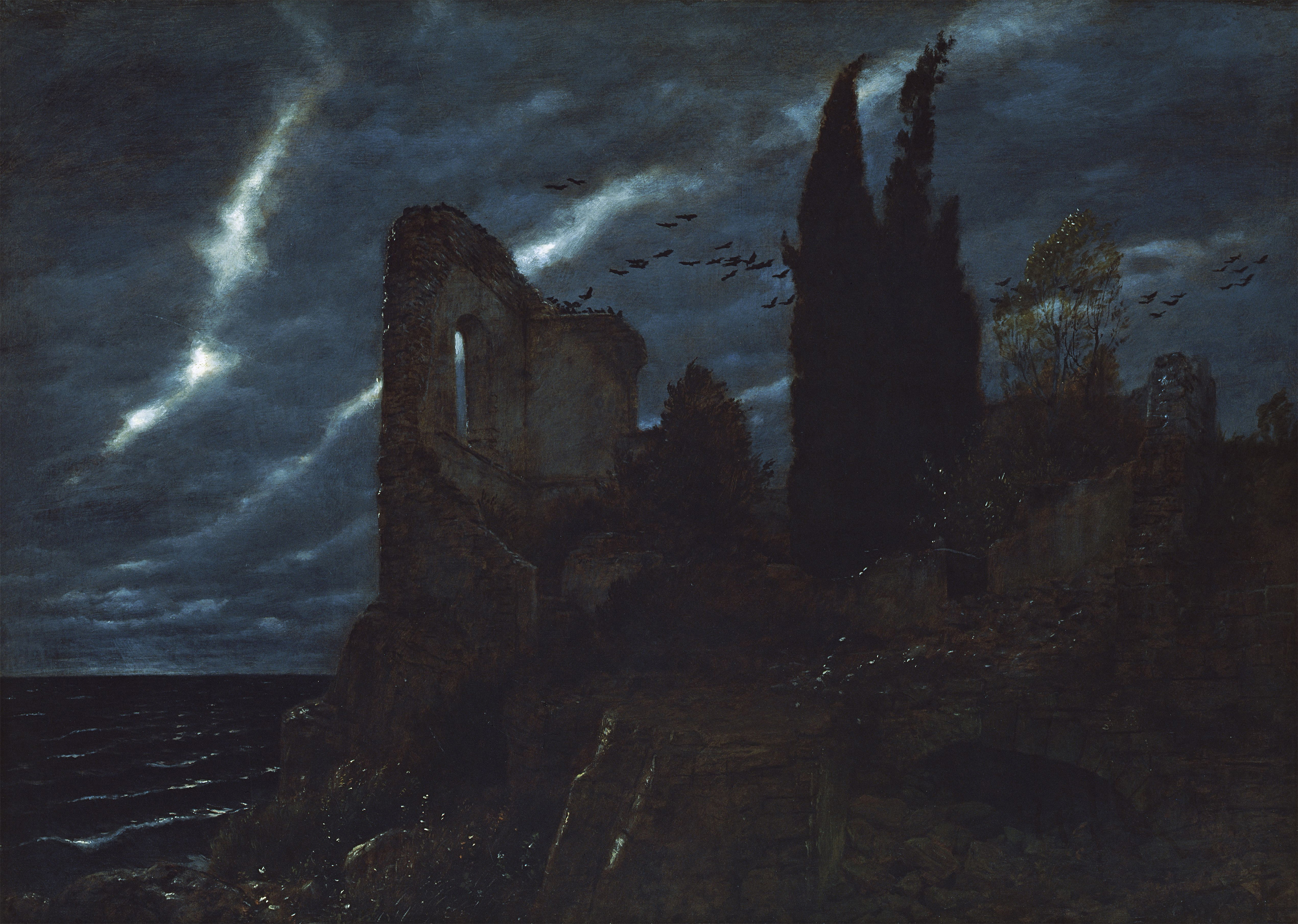
Ruine am Meer von Arnold Böcklin, 1880

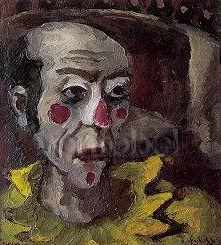
Clown von Johann Robert Schürch, 1921
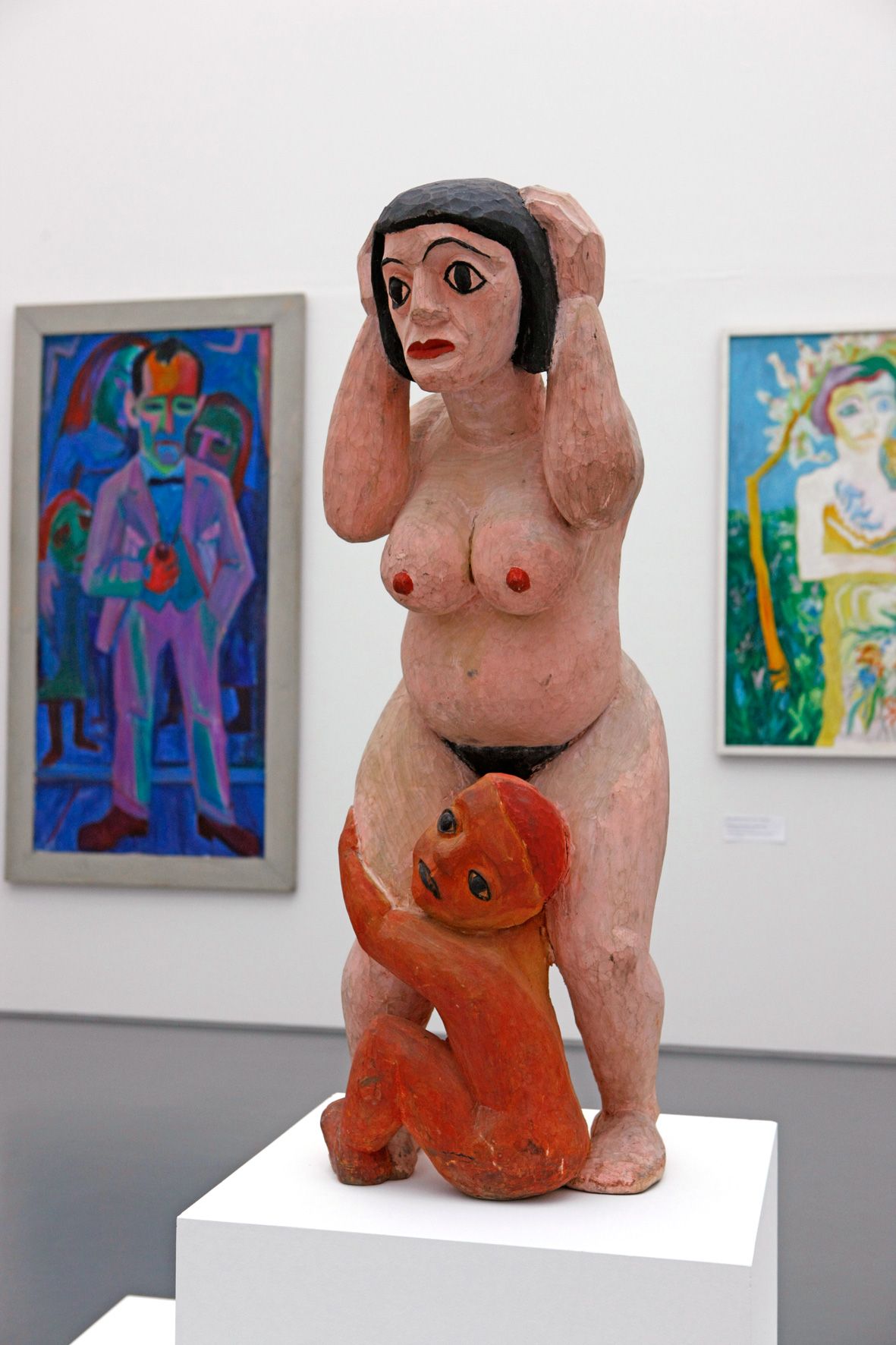
Mutter von Hermann Scherer, 1924
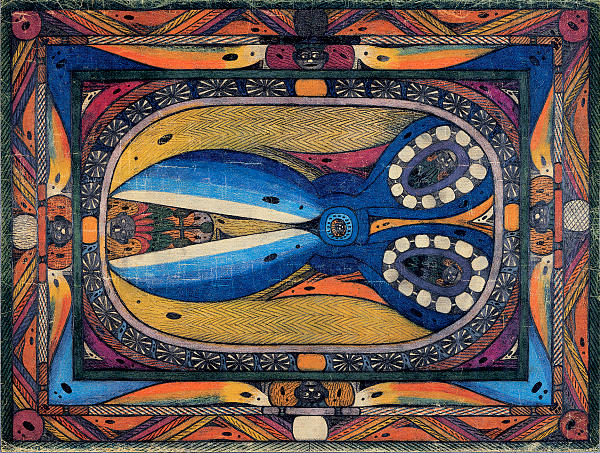
Schähren-Hall und Schährer-Skt Adolf-Ring von Adolf Wölfli, 1926

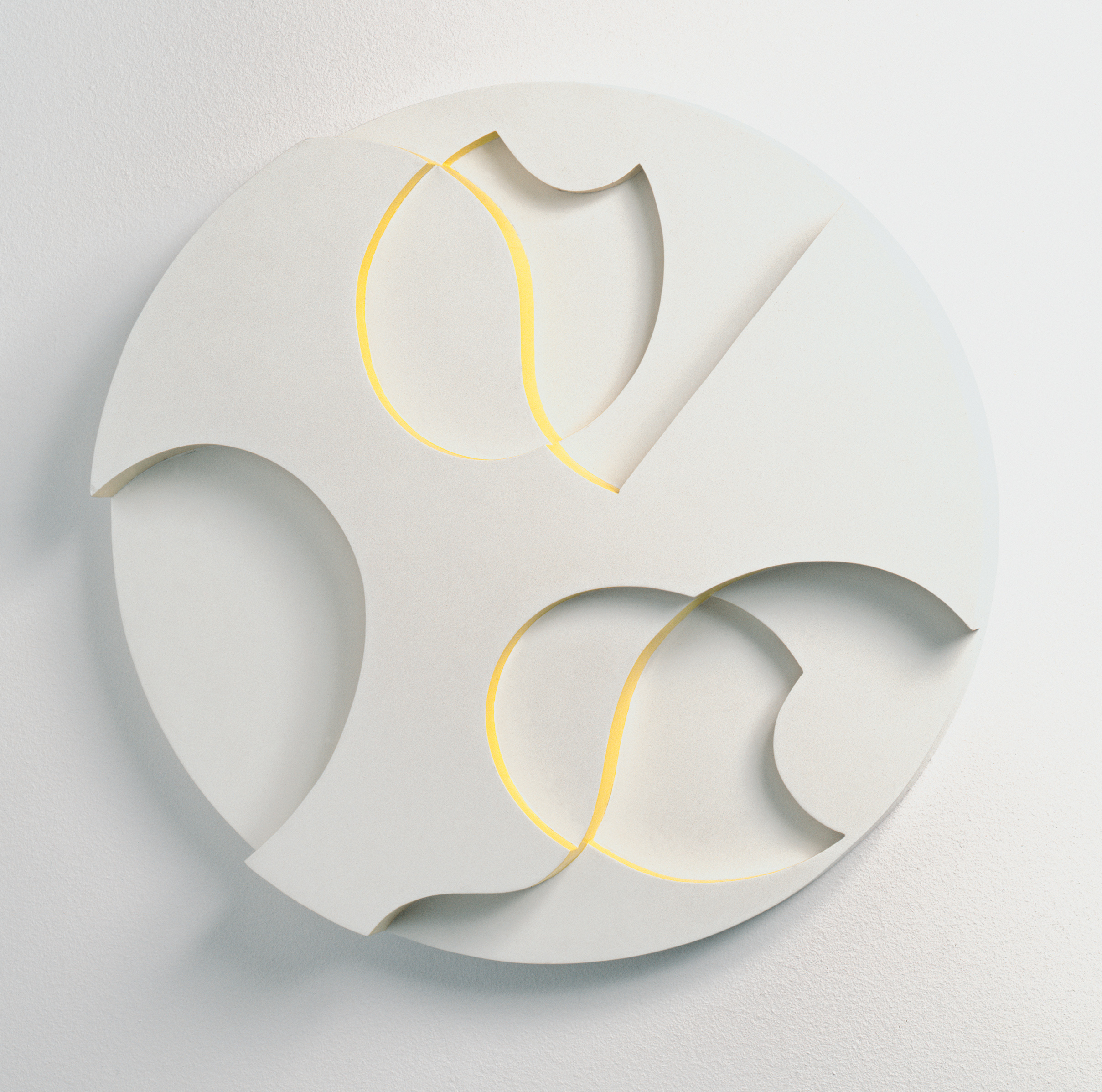
Sophie Taeuber-Arp: Relief en bois, deutsch: Holzrelief, Depositum der Gottfried Keller-Stiftung, Inv-Nr. GKS1231

Schwerpunkte im älteren Teil der Sammlung bilden Werke von Caspar Wolf oder Johann Heinrich Füssli. Die frühe Moderne wird durch Werke von Ferdinand Hodler, Giovanni Giacometti und Cuno Amiet repräsentiert. Weiter spannt die Sammlung den Bogen über Ernst Ludwig Kirchner, Schweizer Expressionisten wie Albert Müller oder Hermann Scherer, Zürcher Konkrete wie Max Bill, Verena Loewensberg oder Sophie Taeuber-Arp, den künstlerischen Aufbruch der 1960er Jahre bis hin zur Gegenwartskunst mit John M. Armleder, Silvia Bächli, Eric Hattan, Fischli/Weiss, Mai-Thu Perret, Pipilotti Rist, Ugo Rondinone, Teresa Hubbard / Alexander Birchler, Taiyo Onorato / Nico Krebs, Shirana Shahbazi, Christian Marclay, Silvie Defraoui, Vaclav Pozarek, Albrecht Schnider, Thomas Hirschhorn oder Beni Bischof.
Im Jahr 2018 umfasste der Sammlungsbestand über 18'000 Werke verschiedener Gattungen, wobei neben der Malerei vor allem die Grafik in Form von Zeichnungen und Druckgrafiken prominent vertreten ist.

### Sammlungsvermittlung
Das Aargauer Kunsthaus weist seiner Sammlung und deren Vermittlung einen hohen Stellenwert zu. Regelmässig wechselnde Präsentationen der Bestände sowie thematische und gattungsspezifische Sonderausstellungen mit Werken aus der Sammlung ermöglichen einen vertieften Einblick in die Bestände. Beim Veranstaltungsformat Bild des Monats steht in regelmässigem Turnus ein ausgewähltes Werk aus der Sammlung im Mittelpunkt und wird an wöchentlichen Kunstbetrachtungen näher vorgestellt.
Mit dem 2015 lancierten Projekt Sammlung Online stellt das Aargauer Kunsthaus Informationen zu ausgewählten Werken aus der Sammlung in digitaler Form zur Verfügung.

## Ausstellungen
Das Aargauer Kunsthaus präsentiert jährlich rund zehn Wechselausstellungen, wobei thematische Gruppenschauen mit Retrospektiven und Einzelpräsentationen alternieren. Es liegt in der Tradition des Aargauer Kunsthauses, auch künstlerischen Einzelpositionen Aufmerksamkeit zu schenken, die fernab der Avantgarden oder des Kunstmarktes agieren, darunter beispielsweise Karl Ballmer, Otto Meyer-Amden, René Auberjonois, Louis Soutter, Emma Kunz und Ilse Weber. Mit vergangenen thematischen Gruppenausstellungen wie «Stille Reserven. Schweizer Malerei 1850–1950» (2013), «Swiss Pop Art» (2017) oder «Surrealismus Schweiz» (2018) wurden ebenso vernachlässigte Kapitel der Schweizer Kunstgeschichte aufgearbeitet und für ein breites Publikum zugänglich gemacht. Gleichzeitig wird das Ausstellungsprogramm durch ausgewählte internationale Positionen der zeitgenössischen Kunst geprägt, die häufig noch nie zuvor in der Schweiz ausgestellt wurden. Eine 2008 ins Leben gerufene CARAVAN – Ausstellungsreihe für junge Kunst bietet Begegnungen mit der jungen Schweizer Kunst sowie die Gelegenheit, noch nicht etablierte Positionen zu entdecken und zu fördern.
Die Auswahl bietet jeweils zum Jahresende den regionalen Kunstschaffenden eine Plattform, um ihre neuesten Werke zu präsentieren.
Im Zweijahresturnus zeigt das Aargauer Kunsthaus den Preisträger des Manor Kunstpreises Aarau, eines der wichtigsten nationalen Förderpreise des zeitgenössischen Kunstschaffens.
Als Publikumserfolg hat sich das seit 2014 jährlich stattfindende Ausstellungsformat Blumen für die Kunst etabliert. Zusammen mit dem Verein «Flowers to Arts» lässt das Aargauer Kunsthaus Meisterfloristen Werke der Sammlung floral interpretieren und eröffnet damit einen interdisziplinären Dialog.

## Trivia
Das Aargauer Kunsthaus diente im Sommer 2016 als Drehort der Krimiserie Der Bestatter des Schweizer Radios und Fernsehens und war in vier der insgesamt sechs Folgen der fünften Staffel als Schaustätte zu sehen. Eine Schlüsselrolle spielte dabei das Gemälde Das Kinderbegräbnis (1863) von Albert Anker.